# Сыромятников, Василий Степанович
Василий Степанович Сыромятников (1885—1979) — русский советский художник и педагог. Один из основоположников профессионального изобразительного искусства Башкортостана.

## Биография
Сыромятников Василий Степанович родился 14 августа 1885 года в деревне Зильдярово Белебеевского уезда Уфимской губернии, ныне Миякинского р-на РБ.
В 1912 году он окончил Казанскую художественную школу (педагог — выпускник Петербургской Академии художеств П. П. Беньков). После учебы он некоторое время жил в г. Сызрани, где жили его родственники и работал учителем в гимназии. В Сызрани, он постепенно отошел от влияния своих учителей по художественной школе. С 1912 жил и работал в Уфе.
В 1916—1919 годах — участник выставок Уфимимского общества любителей живописи. Один из организаторов Уфимского отделения Ассоциации художников революционной России. В 1920—1946 годах — научный сотрудник Уфимского художественного музея (Художественный музей им. М. В. Нестерова), где основное внимание уделял сбору образцов народного декоративно-прикладного искусства башкир.
В начале XX века вместе с художниками К. Девлеткильдеевым, А. Тюлькиным, А. Храмовым. Ю. Блюменталем выезжал в экспедиции в отдаленные селения юго-восточных районов Башкортостана. Из экспедиций Василий Степанович привозил альбомы с зарисовками. Каждая зарисовка в альбоме — документ. Как ответственный человек, Сыромятников под каждой зарисовкой ставил свою монограмму «В». Василий Степанович старался не только зарисовать экспонат, но и по возможности приобрести его для художественного или краеведческого музеев. Сыромятников пытливо изучал башкирский орнамент.
Впервые сделал попытку классифицировать обширный круг предметов материальной культуры башкир.
Член Уфимского городского ССХ (ССХ БАССР, СХ СССР) с 1934 года. Член Союза художников СССР с 1937 года.
В 1939 году вместе с художниками А.Лежневым, Тюлькиным, И.Урядовым участвовал в оформлении Всесоюзной сельскохозяйственной выставки в Москве (1972). Творчество Сыромятникова как живописца непосредственно связано с художественной изучением культуры и быта башкир — свидетельствуют о многогранности и творческой цельности художника.
Сыромятников В. С. был одним из первых живописцев, увековечивших природу и быт башкир.

## Картины
Основные живописные произведения Сыромятникова: этюд «Троицкий собор» 1915, «Башкирка», «Гости на женской половине» (несколько различных вариантов) , «Улица в кочевье» (все — 1928), «Девушка-башкирка в праздничном наряде», «Башкирский натюрморт», натюрморты «Башкирия» и «Башкирский мотив» (1974) и альбом зарисовок образцов башкирского орнамента — все находится в Художественном музее им. М. В. Нестерова в Уфе.
Картины на индустриальную тему: «Баймакский золото-медный завод», «Прокатный цех Белорецкого завода», «Доменный цех».
Картины на сельскохозяйственную тему: "Тракторист — ударник совхоза «Красная Башкирия», "Первая комбайнерка в совхозе «Красная Башкирия» или «Зернохранилище в совхозе», «Электростанция в совхозе».
К основным работам относятся: Татарский мотив, к. м., 1925. Серый день, х. м., 1925. Золото осени, х. м., 1926., Улица на кочевье, к. м., 1929. Вечер в кочевье, к. м., 1929. В этом доме жил В. И. Ленин, х. м., 1938., Мать-героиня, х. м., 1945. Кибитка, х. м., 1955. Старая новая Уфа, х. м., 1955—1975. Альбом зарисовок башкирского народного орнамента, резьба, бум. акв., 1925—1937 гг. «Свиноводство» — панно для павильона «Башкирия» на ВСХВ, 1939. Башкирский натюрморт, х. м., 1974.
Произведения Сыромятникова находятся в Художественном музее им. М. В. Нестерова и в частных коллекциях.

## Выставки
С 1916 года — участник выставок уфимского «Общества любителей живописи»,
Сыромятников — участник республиканских (с 1937), зональных (с 1974), всероссийских и всесоюзных (с 1926), зарубежных (1929, Сан-Диего, США) выставок. Практически до 1975 года не было ни одной выставки в Уфе, где бы он не показал свои работы
- Республиканские выставки Союза башкирских художников, Уфа, 1937—1954.
- Декадная выставка произведений художников БАССР, Москва, 1955.
- Юбилейная выставка искусства народов СССР, Москва, 1927.
- Всероссийская выставка «Художники старшего поколения РСФСР», Москва, 1940.